# 粉白杜鹃
粉白杜鹃（学名：Rhododendron hypoglaucum），为杜鹃花科杜鹃花属下的一个植物种。